# Michael Kidd-Gilchrist
Michael Anthony Edward Kidd-Gilchrist, nato Michael Gilchrist (Filadelfia, 26 settembre 1993), è un ex cestista statunitense di ruolo ala piccola, professionista nella NBA.

## Biografia

### Origini e vita privata
Il giovane Gilchrist è nato a Filadelfia ma è cresciuto a Somerdale nel New Jersey. Il padre morì quando lui non aveva nemmeno tre anni, ucciso da diversi colpi di pistola durante una sparatoria. In suo onore almeno una volta alla settimana guarda Il re leone (oltre a portarsi sempre dietro la cassetta), che era solito vedere sempre in compagnia del padre. Venne cresciuto dallo zio Darrin Kidd e dalla madre, Cindy Richardson, che lo seguì per tutta la sua carriera da giovane, fino al giorno del Draft NBA, dove, intervistata, visibilmente emozionata disse che Micheal avrebbe dovuto essere sempre se stesso nel corso della sua futura carriera. Kidd-Gilchrist soffre di problemi nell'esprimersi quando veniva intervistato, e perciò le sue interviste sono sempre di poche parole, benché abbia compiuto passi da gigante per migliorare questo problema.
È cugino di Dajuan Wagner, guardia dei Cleveland Cavaliers dal 2002 al 2004, successivamente dei Golden State Warriors e del Prokom Sopot.

### Cognome
Il suo cognome alla nascita è Gilchrist, ma dal 7 luglio 2011 ha dichiarato via Twitter di aver aggiunto il secondo cognome Kidd in onore di suo zio Darrin Kidd, che morì il giorno stesso in cui consegnò la lettera per giocare a Kentucky.

## Carriera

### High school
Michael Kidd-Gilchrist frequentò la famosa St. Patrick High School, la stessa dove si diplomò l'anno prima di lui Kyrie Irving, prima scelta al Draft 2011 e rookie dell'anno 2012. Durante la sua permanenza alla St. Patrick Michael mise in mostra il proprio talento, chiudendo l'anno da senior con 20,2 punti per partita e 11 rimbalzi, raggiungendo la finale statale, poi persa. Al liceo Venne valutato da ESPN.com come terzo giocatore della nazione; Scout.com invece lo valutava addirittura al primo posto.

### College
Forte della sua reputazione di giovane promessa, gli vengono avanzate proposte da Georgetown, Memphis e Kentucky. Decide però di essere un wildcat e si iscrive alla celebre University of Kentucky, dove diventa giocatore dei Kentucky Wildcats. Caso vuole che si iscrisse all'università proprio il giorno del 44º compleanno del suo defunto padre, il 14 aprile 2010.
La sua miglior prestazione in canotta bianco-blu è contro gli storici rivali degli Louisville Cardinals, dove totalizza 24 punti e 19 rimbalzi, mettendo a segno inoltre ben 13 tiri liberi. Assieme al compagno di squadra Anthony Davis porta i Wildcats alla vittoria del titolo di campione NCAA Division I, chiudendo la sua prima e unica stagione a Kentucky con 11,9 punti, frutto di un 49% dal campo, 7,4 rimbalzi, 1,9 assist, 0,9 stoppate e 1,0 rubate a partita di media. Al termine della stagione si dichiara eleggibile al Draft NBA.

### NBA
Kidd-Gilchrist arrivò il giorno del Draft con ottime aspettative: era infatti visto come una delle prime cinque scelte. Viene selezionato con la seconda scelta assoluta dagli Charlotte Bobcats di Michael Jordan, reduci dalla loro peggiore stagione di sempre (7-59), dopo l'ex compagno a Kentucky Anthony Davis.
Debutta nella NBA con la canotta Bobcats il 2 novembre 2012, nella vittoria contro gli Indiana Pacers, mettendo a referto 2 punti, conditi con 7 rimbalzi, 1 assist e 2 stoppate in 20 minuti di utilizzo. Il 10 novembre mette a segno realizzando, nel match contro i Dallas Mavericks, 25 punti (8-12 dal campo, 9-10 ai liberi), 12 rimbalzi, 2 stoppate e 1 rubata in 41 minuti. È uno dei cinque giocatori nella storia NBA ad aver totalizzato almeno 25 punti e 12 rimbalzi prima dei vent'anni, il secondo più giovane nella storia dietro a LeBron James. Viene eletto Rookie of the Month per il mese di novembre. Il 19 dicembre realizza la sua migliore prestazione in NBA fino a quel momento: in 36 minuti il giovane Kidd-Gilchrist realizza 25 punti, 12 rimbalzi, 4 assist, 3 palle rubate e 1 stoppata.
Il 30 gennaio 2012 viene selezionato, assieme al compagno di squadra Kemba Walker, a partecipare al NBA Rising Star Challenge il venerdì del NBA All-Star Weekend 2013 di Houston. Sabato 2 febbraio, durante la trasferta contro gli Houston Rockets, dopo essere saltato tentando di stoppare l'avversario Toney Douglas, ricadendo a terra, sbatte violentemente il capo contro il ginocchio del compagno di squadra Jeff Taylor, saltato poco dopo lui nel tentativo di difendere il canestro. Venne immediatamente soccorso dai paramedici e trasferito al Memorial Hospital di Houston. La radiografia e gli ulteriori esami furono negativi. Il 15 febbraio 2013 partecipa all'All-Star Game nella Rising Star Challenge, dove parte titolare per il team Shaq: in 23 minuti di utilizzo mette a segno 8 punti, 4 rimbalzi e 3 assist.

## Statistiche

### College
| Anno       | Squadra           | PG | PT | MP   | TC%  | 3P%  | TL%  | RP  | AP  | PRP | SP  | PP   |
| ---------- | ----------------- | -- | -- | ---- | ---- | ---- | ---- | --- | --- | --- | --- | ---- |
| 2011-2012† | Kentucky Wildcats | 40 | 39 | 31,1 | 49,1 | 25,5 | 74,5 | 7,4 | 1,9 | 1,0 | 0,9 | 11,9 |
| Carriera   | Carriera          | 40 | 39 | 31,1 | 49,1 | 25,5 | 74,5 | 7,4 | 1,9 | 1,0 | 0,9 | 11,9 |

### NBA

#### Regular season
| Anno      | Squadra           | PG  | PT  | MP   | TC%  | 3P%  | TL%  | RP  | AP  | PRP | SP  | PP   |
| --------- | ----------------- | --- | --- | ---- | ---- | ---- | ---- | --- | --- | --- | --- | ---- |
| 2012-2013 | Charlotte Bobcats | 78  | 77  | 26,0 | 45,8 | 22,2 | 74,9 | 5,8 | 1,5 | 0,7 | 0,9 | 9,0  |
| 2013-2014 | Charlotte Bobcats | 62  | 62  | 24,2 | 47,3 | 11,1 | 61,4 | 5,2 | 0,8 | 0,7 | 0,6 | 7,2  |
| 2014-2015 | Charlotte Hornets | 55  | 52  | 28,9 | 46,5 | 0,0  | 70,1 | 7,6 | 1,4 | 0,5 | 0,7 | 10,9 |
| 2015-2016 | Charlotte Hornets | 7   | 7   | 29,3 | 54,1 | 42,9 | 69,0 | 6,4 | 1,3 | 0,4 | 0,4 | 12,7 |
| 2016-2017 | Charlotte Hornets | 81  | 81  | 29,0 | 47,7 | 11,1 | 78,4 | 7,0 | 1,4 | 1,0 | 1,0 | 9,2  |
| 2017-2018 | Charlotte Hornets | 74  | 74  | 25,0 | 50,4 | 0,0  | 68,4 | 4,1 | 1,0 | 0,7 | 0,4 | 9,2  |
| 2018-2019 | Charlotte Hornets | 64  | 3   | 18,4 | 47,6 | 34,0 | 77,2 | 3,8 | 1,0 | 0,5 | 0,6 | 6,7  |
| 2019-2020 | Charlotte Hornets | 12  | 0   | 13,3 | 34,0 | 29,4 | 77,8 | 2,9 | 0,8 | 0,0 | 0,3 | 4,0  |
| 2019-2020 | Dallas Mavericks  | 13  | 0   | 9,3  | 30,8 | 0,0  | 80,0 | 2,5 | 0,3 | 0,2 | 0,2 | 0,9  |
| Carriera  | Carriera          | 446 | 356 | 24,6 | 47,4 | 27,2 | 71,5 | 5,4 | 1,2 | 0,7 | 0,7 | 8,4  |

#### Play-off
| Anno     | Squadra           | PG | PT | MP   | TC%  | 3P%  | TL%  | RP  | AP  | PRP | SP  | PP  |
| -------- | ----------------- | -- | -- | ---- | ---- | ---- | ---- | --- | --- | --- | --- | --- |
| 2014     | Charlotte Bobcats | 4  | 4  | 22,8 | 51,9 | 0,0  | 60,0 | 6,5 | 1,5 | 0,0 | 0,5 | 8,5 |
| 2020     | Dallas Mavericks  | 6  | 0  | 9,2  | 28,6 | 22,2 | 66,7 | 1,0 | 0,5 | 0,2 | 0,2 | 2,3 |
| Carriera | Carriera          | 10 | 4  | 14,6 | 43,9 | 20   | 62,5 | 3,2 | 0,9 | 0,1 | 0,3 | 4,8 |

## Palmarès
- Mr. Basketball USA (2011)
- McDonald's All-American Game (2011)
- Campione NCAA (2012)
- NCAA AP All-America Third Team (2012)
- NBA All-Rookie Second Team (2013)